# 福岡五大祭
福岡五大祭（ふくおかごだいまつり）は、福岡県内で行われる特に重要な5つの祭のこと。

## 概要
一般的に次の5つの祭を指す。
- 鬼夜（久留米市）12月31日 - 1月7日
- 川渡り神幸祭（田川市） 5月第3土曜と翌日曜日
- 博多祇園山笠（福岡市博多区）7月1日 - 15日
- 小倉祇園太鼓（北九州市小倉北区）7月第3土曜日を挟んだ3日間
- 戸畑祇園大山笠（北九州市戸畑区）7月第4土曜日を挟んだ3日間

博多どんたくはこれに含まれない。
なお、博多祇園山笠、小倉祇園太鼓、戸畑祇園大山笠は福岡県夏の三大祭と称される。